# Бугарска дијаспора
Бугарска дијаспора укључује све етничке Бугаре који живе ван Бугарске и имигранате рођене у Бугарској који живе у иностранству. Број Бугара изнад Бугарске нагло је почео да расте од 1989. године, након распада комунизма у средњој и источној Европи. Више од милион становника Бугарске напустило је своју матичну земљу, добивши трајну или привремену радну дозволу, што је довело до значајног пада броја становника у Бугарској.
Многи Бугари и држављани Бугарске емигрирали су у САД, као и у Канаду, где су искористили предност канадског система имиграција за квалификоване раднике. Друге групе су ишле у земље Европске уније, а мањи број њих и у Турску. Многи Бугари су се одлучили и на одлазак у Грчку и Шпанију, где су добили радне дозволе, али су остали пријављени као грађани Бугарске, посебно након што је Бугарска постача чланица Европске уније, 2007. године.
Најобразованији држављани Бугарске напуштали су земљу крајем деведесетих година 20. века и одлазили у државе Европске уније, САД и у Канаду.
Највеће заједнице бугарске дијаспоре налазе се у Турској, Грчкој, САД, Шпанији, Немачкој, Великој Британији, Француској и Италији. Постоје мање огранци бугарске дијаспоре и у Аустралији, на Новом Зеланду, у Јужној Америци (највише у Аргентини и у Бразилу), у Јужној Африци и мањи део у Уједињеним Арапским Емиратима.
Тачан број Бугара у свету изван Бугарске није могуће утврдити, а процењује се да их има више од два милиона.

## Бугари по државама
| Држава                    | Држављани Бугарске                               | Етнички Бугари                              | Назив                                |
| ------------------------- | ------------------------------------------------ | ------------------------------------------- | ------------------------------------ |
| Турска                    | 500.000 (2011)                                   |                                             | Бугари у Турској, Бугарски Турци     |
| Грчка                     | 300.000 (2011)                                   |                                             | Бугари у Грчкој                      |
| Сједињене Америчке Државе | 300.000 (2011)                                   | 95.588 (2010)                               | Бугари у Сједињеним Државама         |
| Шпанија                   | 250.000 (2011)                                   | 150.878 (2011)                              | Бугари у Шпанији                     |
| Немачка                   | 226.926 (2016)                                   |                                             | Бугари у Немачкој                    |
| Уједињено Краљевство      | 100.000 (2011)                                   | 35.000 (2009)                               | Бугари у Уједињеном Краљевству       |
| Италија                   | 100.000 (2011)                                   |                                             | Бугари у Италији                     |
| Канада                    | 70.000 (2011)                                    | 30.485 (по пореклу, 2011) (званични подаци) | Бугари у Канади                      |
| Северна Македонија        | 50.000 (2011)                                    |                                             | Бугари у Северна Македонији          |
| Кипар                     | 35.000 (2011)                                    |                                             | Бугари на Кипру                      |
| Русија                    | 32.265 (2011)                                    |                                             | Бугари у Русији                      |
| Француска                 | 30.000 (2011)                                    | 34,000 (2011)                               | Бугари у Француској                  |
| Молдавија                 | 20.000 (2011)                                    |                                             | Бугари у Молдавији                   |
| Јужноафричка Република    | 20.000 (2011)                                    |                                             | Бугари у Јужној Африци               |
| Аустрија                  | 18.481 (2014)                                    |                                             | Бугари у Аустрији                    |
| Белгија                   | 18.000 (2011)                                    |                                             | Бугари у Белгији                     |
| Аустралија                | 15.000 (2011)                                    |                                             | Бугари у Аустралији                  |
| Португал                  | 15.000 (2011)                                    |                                             | Бугари у Португалу                   |
| Србија                    | 15,000 (2011)                                    | 18.543 (2011)                               | Бугари у Србији                      |
| Пољска                    | 14.000 (2011)                                    |                                             | Бугари у Пољској                     |
| Холандија                 | 12.340 (2011)                                    |                                             | Бугари у Холандији                   |
| Швајцарска                | 9.105 (2016)                                     |                                             | Бугари у Швајцарској                 |
| Израел                    | 7.500 (2011)                                     |                                             | Бугарски Јевреји у Израелу           |
| Шведска                   | 4.500 (2011)                                     |                                             | Бугари у Шведској                    |
| Данска                    | 4.200 (2011)                                     |                                             | Бугари у Данској                     |
| Уједињени Арапски Емирати | 3.500 (2011)                                     |                                             | Бугари у УАЕ                         |
| Чешка                     | 3.206 (2011)                                     |                                             | Бугари у Чешкој                      |
| Ирска                     | 3.000 (2011)                                     |                                             | Бугари у Ирској                      |
| Нови Зеланд               | 3.000                                            |                                             | Бугари на Новом Зеланду              |
| Мађарска                  | 2.800 (2011)                                     |                                             | Бугари у Мађарској                   |
| Аргентина                 | 2.500 (2011)                                     |                                             | Бугари у Аргентини                   |
| Румунија                  | 2.000 (2011)                                     |                                             | Бугари у Румунији                    |
| Норвешка                  | 1.800 (2011)                                     |                                             | Бугари у Норвешкој                   |
| Словачка                  | 1.800 (2011)                                     |                                             | Бугари у Словачкој                   |
| Словенија                 | 1.500 (2011)                                     |                                             | Бугари у Словенији                   |
| Сирија                    | 1.200 (2011)                                     |                                             | Бугари у Сирији                      |
| Либан                     | 1.000                                            |                                             | Бугари у Либану                      |
| Јордан                    | 1.000 (2011)                                     |                                             |                                      |
| Палестина                 | 1.000 (2011)                                     |                                             |                                      |
| Финска                    | 1.000 (2011)                                     |                                             |                                      |
| Уругвај                   |                                                  | 1.000 (2005) 2.000 (1998)                   | Бугари у Уругвају                    |
| Летонија                  | 921 (2011)                                       |                                             |                                      |
| Луксембург                | 800 (2011)                                       |                                             |                                      |
| Кувајт                    | 700 (2011)                                       |                                             |                                      |
| Катар                     | 600 (2014)                                       |                                             |                                      |
| Мексико                   | 500 (2011)                                       |                                             | Бугари у Мексику                     |
| Украјина                  | 420 (2011)                                       |                                             | Бугари у Украјини                    |
| Јапан                     | 350 (2011)                                       |                                             |                                      |
| Мароко                    | 312 (2011)                                       |                                             |                                      |
| Хрватска                  | 300 (2011)                                       |                                             | Бугари у Хрватској                   |
| Бразил                    | 277 (2011)                                       |                                             | Бугари у Бразилу                     |
| Кина                      | 256 (2011)                                       |                                             |                                      |
| Египат                    | 250 (2011)                                       |                                             |                                      |
| Нигерија                  | 250 (2011)                                       |                                             |                                      |
| Индонезија                | 235 (2011)                                       |                                             |                                      |
| Алжир                     | 200 (2011)                                       |                                             |                                      |
| Тунис                     | 200 (2011)                                       |                                             |                                      |
| Чиле                      | 200 (2011)                                       |                                             | Бугари у Чилеу                       |
| Индија                    | 104 (2011)                                       |                                             |                                      |
| Белорусија                | 100 (2011)                                       |                                             | Бугари у Белорусији                  |
| Јужна Кореја              | 100 (2011)                                       |                                             |                                      |
| Куба                      | 65 (2011)                                        |                                             | Бугари на Куби                       |
| Јемен                     | 60 (2011)                                        |                                             |                                      |
| Азербејџан                | 50 (2011)                                        |                                             |                                      |
| Вијетнам                  | 50 (2011)                                        |                                             |                                      |
| Босна и Херцеговина       | 44 (2011)                                        |                                             | Бугари у Босни и Херцеговини         |
| Јерменија                 | 30 (2011)                                        |                                             | Бугари у Јерменији, Јерменски Бугари |
| Албанија                  | 26 (2011)                                        |                                             | Бугари у Албанији                    |
| Грузија                   | 25 (2011)                                        |                                             |                                      |
| Црна Гора                 | 25 (2011)                                        |                                             |                                      |
| Иран                      | 20 (2011)                                        |                                             |                                      |
| Казахстан                 | 20 (2011)                                        |                                             | Бугари у Казахстану                  |
| Етиопија                  | 16 (2011)                                        |                                             |                                      |
| Пакистан                  | 11 (2011)                                        |                                             |                                      |
| Узбекистан                | 8 (2011)                                         | 2.166 (СССР, попис 1989)                    |                                      |
| Монголија                 | 6 (2011)                                         |                                             |                                      |
| Авганистан                | 2 (2011)                                         |                                             |                                      |
| Никарагва                 | 50                                               |                                             | Бугари у Никарагви                   |
|                           |                                                  |                                             |                                      |
| Укупно                    | 2.009.718 — 2.012.218 Бугарска: 7.364.570 (2011) |                                             |                                      |

## Галерија
- Бугарска црква и школа у Румунији
- Бугарска црква у Немачкој
- Бугарска гимназија у Турској
- Бугарски гардијски коњички пук у Одрину
- Глумци бугарског позоришта у Турској